# Pasturana
Pasturana is een gemeente in de Italiaanse provincie Alessandria (regio Piëmont) en telt 1086 inwoners (31-12-2004). De oppervlakte bedraagt 5,3 km², de bevolkingsdichtheid is 205 inwoners per km².

## Demografie
Pasturana telt ongeveer 467 huishoudens. Het aantal inwoners steeg in de periode 1991-2001 met 14,6% volgens cijfers uit de tienjaarlijkse volkstellingen van ISTAT.
| Jaar | Inwoneraantal |
| ---- | ------------- |
| 1991 | 882           |
| 2001 | 1011          |

## Geografie
De gemeente ligt op ongeveer 214 m boven zeeniveau.
Pasturana grenst aan de volgende gemeenten: Basaluzzo, Francavilla Bisio, Novi Ligure, Tassarolo.